# Kokadorus

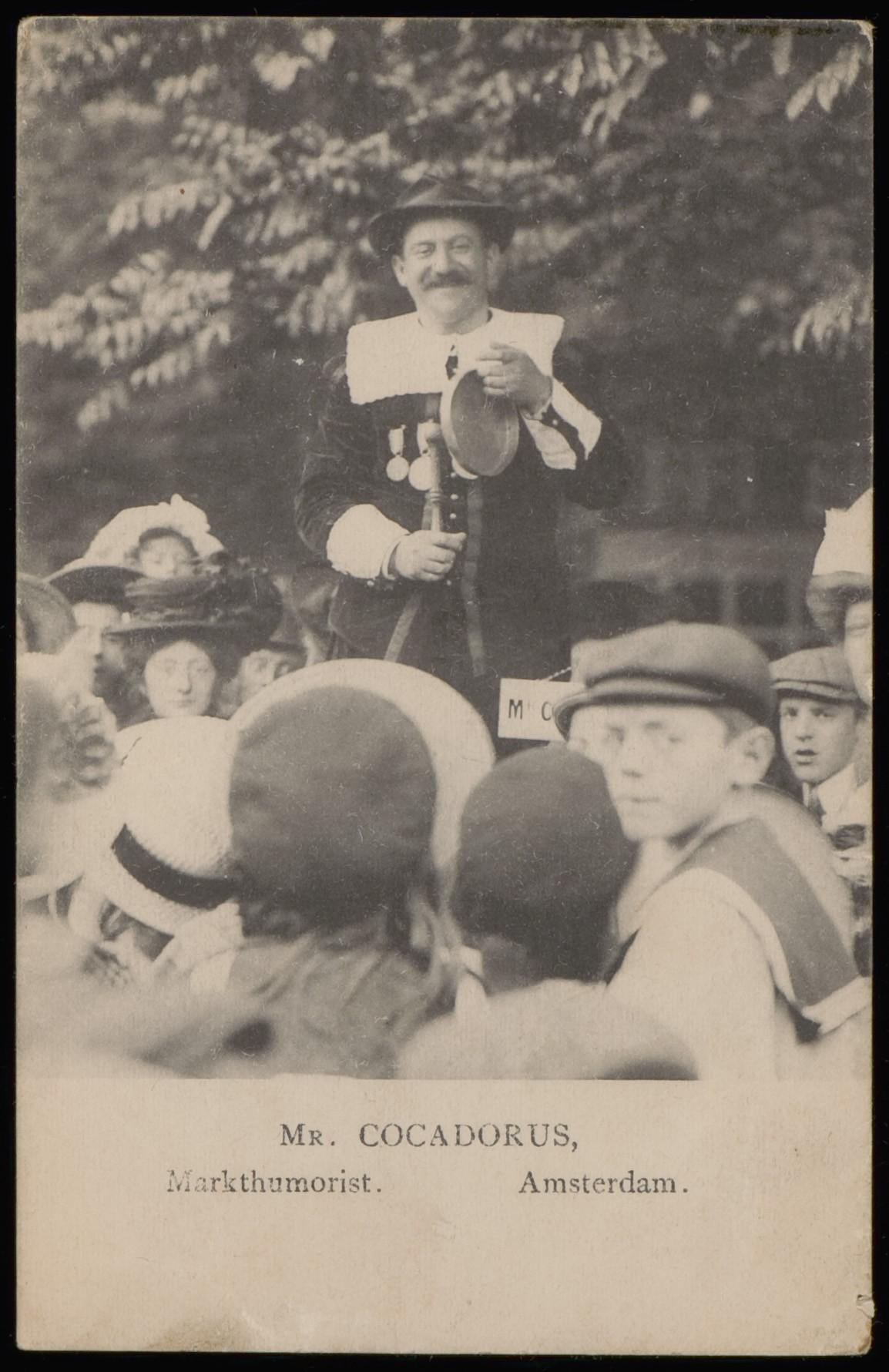
Kokadorus aan het werk

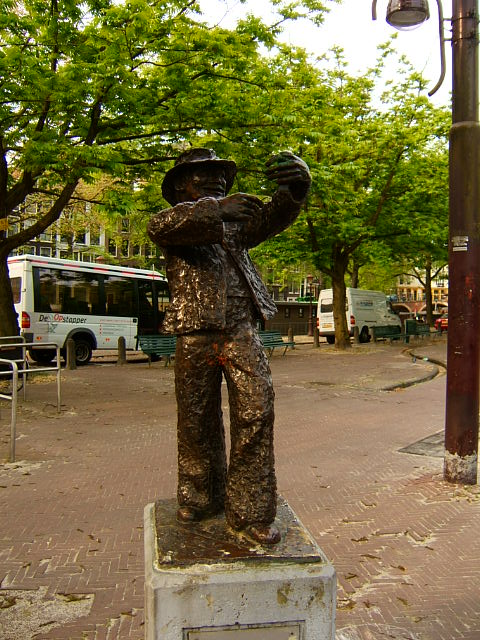
Standbeeld van Kokadorus (1977) van Erica van Eeghen op het Amsterdamse Amstelveld

Kokadorus (Leeuwarden, 22 maart 1867 - Amsterdam, 27 mei 1934) was een Joods-Amsterdamse marktkoopman.
Kokadorus wordt ook wel geschreven als Cocadorus.

## Levensloop
Meyer Linnewiel, zoals zijn echte naam was, werd geboren in 1867 in Leeuwarden, maar verhuisde al snel naar Amsterdam. Daar verkocht hij al rond zijn tiende op de Kalverstraat lucifers. Hij had er handigheid in en is zijn leven lang standwerker gebleven, meestal opererend onder de naam Kokadorus.
Op het Amstelveld verkocht hij bretels ("Zó goed! Om je schoonmoeder aan op te hangen!") en toiletartikelen, maar was vooral bekend om zijn politieke commentaren en zijn gevatte conversatie. Koning Willem III vernam ervan en nodigde hem uit om in Apeldoorn op Het Loo te komen spreken, maar in het chique gezelschap viel de anders zo gevatte standwerker stil.
In 1906 vierde hij zijn zilveren jubileum; sindsdien noemde hij zich "professor Kokadorus", een titel die hij honoris causa zou hebben gekregen van de Amsterdamse Gemeente-universiteit. Ook wist hij te vertellen dat de Britse koning Eduard VII in Londen een plein naar hem had genoemd, Kokadorus Square.
In 1934 overleed de man die door zijn collega's werd aangeprezen als "keizer der standwerkers", en die zichzelf -met een knipoogje naar een toneelstuk van Shakespeare- aanduidde als "de koopman van Noord-Venetië". Sinds 1977 staat er een bescheiden standbeeld van Kokadorus op het Amstelveld, waarop Kokadorus is te zien bij het aanprijzen van bretels. Het beeld is ontworpen door Erica van Eeghen in opdracht van de Amsterdamse Vrouwelijke Studenten Vereniging. De Kokadorus van dat beeld had oorspronkelijk een das in zijn hand, dit brak echter af doordat er kinderen aan ging hangen.

## Wetenswaardigheden
Kokadorus is opgenomen in de top 100 van bekende Leeuwarders, opgesteld door het Historisch Centrum Leeuwarden.

## Voetnoten
1. ↑  De eerste naam wordt op verschillende manieren gespeld: Meier, Meyer, Meijer. Op zijn geboorteakte staat Meyer.
2. ↑  Als verklaring voor deze naam wordt vaak geopperd dat hij met die naam zijn grootvader Ko, zijn grootmoeder Ka en zijn vader Dorus eerde. Zijn vader heette echter Jacob, zijn grootouders Jacob, Mietje, Salomon en Eva.
3. ↑  Paul Arnoldussen - Parool series - Standbeelden - Erica van Eeghen. www.paularnoldussen.nl. Gearchiveerd op 14 augustus 2022. Geraadpleegd op 14 augustus 2022.